# All Because of You
"All Because of You" é uma canção da banda de rock irlandesa U2. É a sexta faixa e quarto single do álbum How to Dismantle an Atomic Bomb (2004), e foi lançada como quarto single em 10 de outubro de 2005, na América do Norte. A canção foi lançada nas rádios nos Estados Unidos na mesma data de lançamento do álbum (o primeiro single, "Vertigo", foi lançado antes da estreia do álbum).

## Vídeo da música
O videoclipe de "All Because of You" foi filmado em Nova Iorque. A banda tocou a bordo de um caminhão andando por Manhattan, tocando a música para a surpresa de muitos nova-iorquinos. O desempenho do U2 em Nova Iorque levou-os a partir de Manhattan para Brooklyn, onde iria realizar um mini-concerto surpresa, na Ponte do Brooklyn.

## Desempenho comercial
A canção estreou na #27 posição na Billboard Alternative Songs e passou a chegar na #6 posição. Entrou na #39 posição no Hot Mainstream Rock Tracks por três semanas após seu lançamento, e chegou na #20 posição. No entanto, o single na rádio diminuiu rapidamente. A canção alcançou o sucesso significativamente menor que o quarto single americano lançado nos dois últimos álbuns lançados do U2, ambos os quais passaram vários meses na Billboard Hot 100.
"All Because of You" foi lançado em 10 de outubro de 2005 no Reino Unido. Ele foi adicionado na lista da Xfm e na lista C da BBC Radio 1, depois passando para a lista B. A canção, finalmente, chegou na lista A em 28 de setembro. A canção também foi parar na lista B da BBC Radio 2. A música saltou para a #10 posição nas rádio em 10 de outubro, após persistentemente estar em volta da #50 posição no mês. "All Because of You" entrou na parada de singles na #4 posição, mas saiu do top 40 apenas 2 semanas depois. Ele também falhou nas paradas para download no Reino Unido.

## Performances ao vivo
"All Because of You" foi regularmente realizada no início da Vertigo Tour, mas como a turnê avançava, a canção perdeu um grande número de shows a ser tocada. Quando foi tocada, normalmente abria o segundo encore. Bono apresentou ao vivo a canção como "uma canção de amor para The Who", reconhecendo a óbvia influência de The Who no som da canção. Ele também toca pandeiro durante as apresentações ao vivo da música.

## Lista de faixas
Todas as músicas compostas por U2.
| - CD 1 1. "All Because of You" (Single Mix) – 3:19 2. "She's a Mystery to Me" (Live from Brooklyn) – 2:42 - CD 2 1. "All Because of You" (Single Mix) – 3:19 2. "Miss Sarajevo" (Live from Milan) – 5:15 3. "A Man and a Woman" (Acoustic) – 4:27 - DVD 1. "All Because of You" (Video) – 3:35 2. "City of Blinding Lights" (Video) – 4:35 3. "All Because of You" (Single Mix) – 3:19 | - CD lançado no Canadá 1. "All Because of You" (Album Version) – 3:34 2. "Fast Cars" (Jacknife Lee Mix) – 3:28 - Download digital 1. "All Because of You" (Live from Chicago) – 3:35 2. "Fast Cars" (Jacknife Lee Mix) – 3:28 |

## Paradas e posições
| País/Parada (2005)                 | Melhor posição |
| ---------------------------------- | -------------- |
| Alemanha (Media Control Charts)    | 37             |
| Austrália (ARIA Charts)            | 23             |
| Áustria (Ö3 Austria Top 40)        | 37             |
| Bélgica (Ultratop 50 Flanders)     | 27             |
| Bélgica (Ultratop 40 Valônia)      | 36             |
| Canadá (Canadian Hot 100)          | 1              |
| Dinamarca (Hitlisten)              | 5              |
| Espanha (PROMUSICAE)               | 2              |
| Estados Unidos (Alternative Songs) | 6              |
| Irlanda (IRMA)                     | 4              |
| Itália (FIMI)                      | 2              |
| Noruega (VG-lista)                 | 13             |
| Países Baixos (MegaCharts)         | 4              |
| Reino Unido (UK Singles Chart)     | 4              |
| Suécia (Sverigetopplistan)         | 37             |

## Equipe e colaboradores
| U2 - Bono – vocal - The Edge – guitarra, backing vocal - Adam Clayton – baixo - Larry Mullen Jr. – bateria, percussão Performance adicional - Jacknife Lee – teclado | Técnica - Produção – Steve Lillywhite - Gravação – Carl Glanville - Assistência de gravação – Chris Heaney - Mixagem – Flood - Assistência de mixagem – Kyeran Lynch - Engenharia adicional de mixagem – Ian Rossiter - Programação – Fabien Waltmann |